# Nicolaas Moerloos
Nicolaas Moerloos est un gymnaste et haltérophile belge né le 10 août 1900 à Saint-Nicolas et mort le 5 septembre 1944 à Belsele.

## Carrière
Nicolaas Moerloos fait partie de l'équipe de Belgique de gymnastique artistique qui remporte la médaille d'argent au concours général par équipes aux Jeux olympiques d'été de 1920 se tenant à Anvers.
C'est en tant qu'haltérophile qu'il participe aux Jeux olympiques de 1924 se tenant à Paris ; il se classe à la douzième place en catégorie poids plume.